# Рич, Ричард
Ри́чард Рич (англ. Richard Rich; род. 21 июля 1951, Лонг-Бич, Калифорния, США) — американский режиссёр и продюсер мультипликационных фильмов, наиболее известный режиссурой мультфильмов «Лис и пёс» и «Чёрный котёл» для The Walt Disney Company. Также он написал песни для мультфильмов «The Small One» и «Лис и пёс». В качестве режиссёра, продюсера и сценариста он работает над серией мультипликационных фильмов «Принцесса-лебедь», а также мультипликационными сериалами «Animated Stories from the New Testament» и «Animated Stories from the Bible».

## Биография
Рич начал свою карьеру в отделе корреспонденции Диснея, но со временем, продвигаясь по служебной лестнице, он занял должность помощника режиссёра, а затем и режиссёра анимации, став самым молодым режиссёром за историю студии Уолта Диснея.
Он работал в качестве помощника режиссёра над такими мультфильмами, как «Винни-Пух и День забот», «Спасатели», «Дракон Пита», «Множество приключений Винни-Пуха» и «The Small One», написав для них несколько песен».
В 1981 году он снял картину «Лис и пёс» вместе с диснеевским сценаристом Тедом Берманом и Артом Стивенсом, а затем совместно с Берманом режиссировал «Чёрный котёл» (1985), после чего покинул компанию Диснея и открыл свою собственную компанию — Rich Animation Studios, позднее известную как RichCrest Animation Studios и переименованную в Crest Animation Productions в 2007 году.
Используя собственную студию, Рич снял серию анимационных фильмов «Принцесса-лебедь» с музыкантом Лексом де Азеведо, написавшим также музыку для «Animated Stories from the New Testament», музыкального фильма «Король и я» и «Труба для лебедя». В 2006 году он снял мультипликационный фильм «Мухаммед: последний пророк». После выпуска этой картины он продал RichCrest Animation корпорации Lionsgate, которая переименовала студию в Crest Animation Productions. Рич продолжил снимать видео на библейскую тему для Nest Family Entertainment.

## Отзывы
По утверждению Джо Трэйси из Animation History:

Ричард Рич — один из немногих режиссёров-мультипликаторов, которые никогда не принимали участия в качестве художника-мультипликатора.
Оригинальный текст (англ.)Richard Rich is one of the few animation directors who has never participated as an animator.

## Фильмография
- 1974: «Винни-Пух, а с ним и Тигра!» (помощник режиссёра)
- 1977: «Дракон Пита» (помощник режиссёра)
- 1977: «Множество приключений Винни-Пуха» (помощник режиссёра)
- 1977: «Спасатели» (помощник режиссёра)
- 1978: «The Small One» (помощник режиссёра, музыка: «A Friendly Face»)
- 1981: «Лис и пёс» (режиссёр, музыка: «Goodbye May Seem Forever»)
- 1985: «Чёрный котёл» (режиссёр)
- 1987: «Animated Stories from the New Testament» (режиссёр, продюсер, сценарист)
- 1992: «Animated Stories from the Bible» (режиссёр, продюсер, сценарист)
- 1994: «Принцесса-лебедь» (режиссёр, продюсер, сценарист)
- 1997: «Принцесса-лебедь: Тайна замка» (режиссёр, продюсер, сценарист)
- 1998: «Принцесса-лебедь: Тайна заколдованного замка» (режиссёр, продюсер, сценарист)
- 1999: «Король и я» (режиссёр)
- 2000: «Пугало» (продюсер, сценарист)
- 2001: «Труба для лебедя» (режиссёр, продюсер)
- 2003: «K10C: Десять детских заповедей» (режиссёр, продюсер)
- 2004: «Мухаммед: последний пророк» (режиссёр, сопродюсер)
- 2010: «Альфа и Омега: Клыкастая братва» (продюсер)
- 2011: «Приключения маленького паровозика» (продюсер)
- 2012: «Принцесса-лебедь: Рождество» (режиссёр, продюсер)
- 2013: «Альфа и омега: Приключения праздничного воя» (режиссёр, продюсер)
- 2014: «Принцесса-лебедь: Королевская сказка» (режиссёр, продюсер)
- 2014: «Альфа и Омега 3: Великие Волчьи Игры» (режиссёр, продюсер)
- 2014: «Альфа и Омега 4: Легенда о Зубастой пещере» (режиссёр, продюсер)
- 2015: «Альфа и Омега 5: Семейный отдых» (режиссёр, продюсер)
- 2016: «Принцесса-лебедь: Пират или принцесса?[англ.]» (режиссёр, продюсер)
- 2017: «Принцесса-лебедь: Королевское прикрытие[англ.]» (режиссёр, продюсер)
- 2018: «Принцесса-лебедь: Королевская тайна[англ.]» (режиссёр, продюсер)
- 2019: «Принцесса-лебедь: Царство музыки[англ.]» (режиссёр, продюсер)